# Phil Bryant
Dewey Phillip "Phil" Bryant (født 9. december 1954 i Moorhead, Mississippi) er en amerikansk politiker, som var den 63. guvernør for den amerikanske delstat Mississippi. Han er medlem af det Republikanske parti.